# Syrtos
Der Syrtos, auch Sirtos oder Sirto (griechisch Συρτός), ist ein griechischer Tanz, bei dem der erste Tänzer die übrigen im Kreis oder in mäanderähnlichen Mustern über den Tanzplatz führt. Syrtós chorós (Συρτός χορός) bedeutet „der geschleifte“, „geschleppte“ oder „gezogene Tanz“. Die Tänzer halten einander an den Händen, manchmal halten benachbarte Tänzerinnen und Tänzer auch gemeinsam ein Tüchlein (Mantíli). Besonders häufig kommt dies zwischen erstem und zweitem Tänzer vor, weil Ersterer dadurch eine größere Freiheit bei der Präsentation seiner tänzerischen Fähigkeiten durch Sprünge, Drehungen und spezielle Schrittkombinationen hat. Damit sind alle Gemeinsamkeiten von Tänzen, die „Syrtós“ im Namen enthalten, abgehandelt.
Oft ist, wenn von Syrtos gesprochen wird, damit eine der vielen Varianten des Inselsyrtós gemeint. Nahezu jede Insel(gruppe) hat ihren eigenen Syrtós, z. B. die Kykladen, die Inseln der Dodekanesgruppe, den Syrtós von Skíros, den Syrtós Silivrianós von Náxos oder den Chaniótikos (Syrtós von Chania, Kreta).
Daneben gibt es auch auf dem Festland Tänze, wie den Syrtós der Sarakatsánen, Syrtos Thrákis, und andere, die den Beinamen „Syrtos“ tragen, aber mit den oben angeführten Syrta wenig gemeinsam haben, mit Ausnahme des Syrtós Kalamatianós, der meist nur Kalamatianós genannt wird. Er ist einer der beliebtesten und bekanntesten griechischen Tänze und wird bei nahezu jedem Tanztreffen getanzt. Sein Beiname bezieht sich auf die Stadt Kalamata, eine große Stadt auf dem Festland. Ob er in seiner heutigen Form dort zuerst getanzt wurde oder ein Lied auf die Stadt Kalamata der Tanzform ihren Namen gab, ist ungewiss. Das Grundmuster dieser Tanzform lässt sich bis in die Antike zurückverfolgen und drückt den Daktylos-Rhythmus der homerischen Epen in Bewegung aus:  — – – lang-kurz-kurz, womit ein zeitliches Maß gemeint ist, das, zumindest beim Syrtós Kalamatianós,  musikalisch meist als 7/8-Takt notiert wird.
Die choreographische Grundform eines jeden Syrtós basiert auf diesem Rhythmus und besteht aus 6 Schritten in 2 Takten in der Fortbewegung nach rechts (gegen den Uhrzeigersinn) und 6 Schritten in 2 Takten am Platz, insgesamt also 4 mal. Dabei wird die (erste) musikalische Länge jedes Taktes auf der ganzen Fußsohle getanzt, während die beiden Kürzen eher mit dem Gewicht auf dem Fußballen getanzt werden. Dies gilt besonders für den Syrtós des Festlandes. Die Tänzer halten sich an den Händen, meist mit gebeugten Armen, wobei die Hände etwa auf Schulterhöhe sind (sog. W-Fassung, weil die mit dem Nachbarn verbundenen Arme die Form eines W bilden). Die Körperfront ist in Bewegungsrichtung gewendet, also in den ersten 2 Takten nach rechts, in den folgenden beiden mehr zur Mitte des Kreises, den die Tanzenden bilden. Es gibt auch folgende Form der Handfassung und Armbewegung: Während der Fortbewegung sind die Hände bei nach unten gestreckten Armen gefasst (sog. V-Fassung, weil die mit dem Nachbarn verbundenen Arme die Form eines V bilden), während der Bewegungen am Platz werden die Arme nach oben gestreckt.
Der Inselsyrtos, der im weiteren beschrieben wird, ist ebenfalls weit verbreitet in Griechenland. Auch er ist ein typischer Reigentanz und wird in der Grundform, wie oben beschrieben, im offenen Kreis mit unbegrenzter Teilnehmerzahl getanzt.
Getanzt wird mit sechs Schritten auf zwei 2/4-Takte im Tanzrhythmus lang-kurz-kurz lang-kurz-kurz. Die Tanzrichtung ist rechts, also gegen den Uhrzeiger gerichtet und in der Grundform bewegen sich die Tanzenden mit jedem Schritt in die Tanzrichtung vorwärts. Rechter und linker Fuß wechseln in der Schrittfolge, begonnen wird mit dem rechten Fuß. Keinesfalls wird der Syrtos mit Nachstellschritten ähnlich dem Samba getanzt.
Die Angaben lang und kurz im Tanzrhythmus beziehen sich auf das Zeitmaß und nicht auf die Schrittlänge, diese ist für jeden Schritt gleich groß, nämlich klein.
Wie die meisten griechischen Tänze der Inseln wird auch der Syrtos nicht auf den Sohlen, sondern auf den Ballen getanzt und ist geprägt von einer charakteristischen Hoch-tief-Bewegung, die man Sustárisma (von Sústa = Wagenfeder) nennt.
Die unterschiedlichen Syrtos-Varianten entstehen genau durch diese jeweils charakteristischen Hoch-tief-Abfolgen, die Variation der Tanzrichtung, das gelegentliche Hinterkreuzen eines Fußes und die Änderung der Körperfront.